# Genómica computacional
La genómica computacional se refiere al uso del análisis computacional y estadístico para descifrar la biología de las secuencias del genoma y otros datos relacionados, como las secuencias de ADN y ARN, así como otros datos "post-genómicos" (por ejemplo, datos experimentales obtenidos con tecnologías que requieren la secuencia del genoma, tales como chips de ADN). En combinación con los enfoques computacionales y estadísticos para entender la función de los genes y el análisis de asociación estadística, a este campo también se le refiere a menudo como Genómica Computacional y Estadística. Como tal, la genómica computacional puede ser considerada como un subconjunto de la bioinformática y la biología computacional, pero con un enfoque en el uso de todo el genoma (en lugar de genes individuales), para entender los principios de la forma en que el ADN de una especie de controla su biología a nivel molecular y más allá. Con la actual abundancia de grandes conjuntos de datos biológicos, los estudios computacionales se han convertido en uno de los medios más importantes para el descubrimiento biológico.

## Historia
Las raíces de la genómica computacional se comparten con los de la bioinformática. Durante la década de 1960, Margaret Dayhoff y otros en la Fundación Nacional de Investigación Biomédica, reunieron bases de datos de secuencias homólogas de proteínas para estudios evolutivos. Su investigación desarrolló un árbol filogenético que determina los cambios evolutivos que se requieren para que una proteína particular se transforme en otra proteína, basándose en las secuencias de aminoácidos subyacente. Esto les llevó a crear una matriz de punto que evalúa la probabilidad de una proteína esté relacionada con otra.
A partir de la década de 1980, comenzaron a realizarse bases de datos de secuencias del genoma, lo que presentó nuevos desafíos en la forma en que éstas se buscaban y comparaban. A diferencia de los algoritmos de búsqueda de texto que se utilizan en los sitios web como Google o Wikipedia, la búsqueda de las secciones de similitud genética requiere encontrar cadenas que no son sólo idénticas, sino incluso similares. Esto llevó al desarrollo del algoritmo de Needleman-Wunsch, un algoritmo de programación dinámica que compara conjuntos de secuencias de aminoácidos entre sí, mediante el uso de matrices de punto derivadas de la investigación anterior de Dayhoff. Más tarde, el algoritmo BLAST fue desarrollado para realizar búsquedas rápidas y optimizadas. BLAST y sus derivados son probablemente los algoritmos más utilizados para este propósito.
La aparición de la frase "genómica computacional" coincide con la capacidad de completar secuencias de genomas desde mediados de la década de 1990. La primera reunión de la Conferencia Anual de Genómica Computacional fue organizada por científicos del Instituto de Investigación Genómica (TIGR) J. Craig Venter en 1998, proporcionó un foro para esta especialidad, distinguiéndola eficazmente de los campos más generales de la Genómica o la Biología Computacional. 
El primer uso de este término en la literatura científica, de acuerdo con los resúmenes de la MEDLINE, fue justo un año antes en la revista científica Nucleic Acids Research. La última conferencia de Genómica Computacional se llevó a cabo en 2006, con una conferencia magistral del Premio Nobel Barry Marshall, codescubridor de la relación entre el Helicobacter pylori y las úlceras de estómago. 
A partir de 2010, entre las conferencias más importantes en este campo se cuentan las conferencias Anuales Intelligent Systems for Molecular Biology (ISMB), y Research in Computational Molecular Biology (RECOMB).
El desarrollo de las matemáticas asistidas por ordenador (usando productos tales como Mathematica o Matlab) ha ayudado a los ingenieros, matemáticos y científicos informáticos a comenzar a operar en este ámbito, y la publicación de casos de estudio y de demostraciones está creciendo; desde comparaciones del genoma completo, hasta análisis de la expresión génica. Esto ha impulsado la introducción de nuevas ideas, incluyendo conceptos de sistemas y control, teorías de la información, análisis de secuencias y extracción de datos. Se prevé que los enfoques computacionales continúen siendo un tema estándar en la investigación y la enseñanza, mientras que los estudiantes interesados en ambos temas empiecen a ser formados en los múltiples cursos creados en los últimos años.

## Contribuciones de la investigación genómica computacional en la biología
Entre las contribuciones de la investigación genómica computacional en la biología se cuentan:
- el descubrimiento de patrones sutiles en las secuencias genómicas;
- la propuesta de redes de comunicación celular;
- la propuesta de mecanismos de evolución del genoma;
- la predicción de la localización precisa de todos los genes humanos, utilizando técnicas de genómica comparativa con varias especies de mamíferos y vertebrados;
- la predicción de regiones genómicas conservadas, relacionadas con el desarrollo embrionario temprano;
- el descubrimiento de posibles vínculos entre los motivos de secuencias repetidas y la expresión génica de tejidos específicos;
- la medición de regiones genómicas que han evolucionado de forma extraordinariamente rápida.

## Desarrollo más reciente (2012)
Investigadores de la Universidad de Stanford crearon la primera simulación por computadora de un organismo completo. Se mapearon los 525 genes de la bacteria Mycoplasma genitalium, el organismo independiente más pequeño conocido. Con información de más de 900 artículos científicos relativos a esta bacteria, los investigadores desarrollaron un modelo computacional, utilizando una programación orientada a objetos. Una serie de módulos imitaron las diversas funciones de la célula, y luego fueron integradas en un organismo entero simulado. La simulación se ejecuta en una sola computadora, que recrea la vida útil completa de la célula a nivel molecular, reproduciendo las interacciones de las moléculas en los procesos celulares, incluyendo el metabolismo y la división celular.
La "célula de silicio" actuará como laboratorio computarizado en el que se podrían realizar experimentos difíciles de realizar en un organismo real, o podrían llevar a cabo procesos de forma mucho más rápida. Las aplicaciones incluirán la detección más rápida de nuevos compuestos, la comprensión de los principios celulares básicos y el comportamiento.